# ダイナ (曲)
「ダイナ (Dinah)」は、アメリカ合衆国のポピュラー・ソングである。

## 概要
ハリー・アクスト Harry Akst が作曲し、サム・M・ルイス Sam M. Lewis とジョー・ヤング Joe Young とが作詞した。この歌は1925年に発表された。この歌はその年にピッツバーグで、ミュージカル「猿飛カンター（原題：Kid Boots）」に取り入れられ、主役のエディー・カンター Eddie Cantor が歌った。
「ダイナ」は、その時からずっとジャズのバンドや歌手に非常に気に入られ、エセル・ウォーターズ Ethel Waters やビング・クロスビーとザ・ミルス・ブラザーズ The Mills Brothers のバージョンは非常に人気があった。ボズウェル・シスターズ The Boswell Sisters、ルイ・アームストロング、デューク・エリントン、キャブ・キャロウェイ、ベニー・グッドマン、テンペランス・セブン The Temperance Seven らがカバーし、セロニアス・モンクもカバーした。
ザ・チェンバーズ・ブラザーズ The Chambers Brothers の1966年のカバーはシングルとしてリリースされ、後にアルバム「The Time Has Come」のボーナス・トラックに再収録された。

## 日本におけるカバー
日本における「ダイナ」の創唱は、1934年（昭和9年）5月にコロムビアから発売された、中野忠晴とコロムビア・リズム・ボーイズによる。訳詞は中野忠晴が行った。
中野盤に遅れて、同年12月にディック・ミネのデビュー曲としてテイチクレコードから発売された。作詞は三根耕一（ディック・ミネ）。立教大学出身の無名バンドマンだった三根徳一が、ディック・ミネと名乗り、自分で訳詞し、B面曲の「黒い瞳」と共にテイチクレコード第一号ヒット曲となった。なお、三根耕一というのはペンネームである。ディック・ミネの「ダイナ」は100万枚の売上を記録した。
その他
- 岸井明「ダイナ」
- リキー・宮川「ダイナ」
- テッド木村「ダイナ」
- 林伊佐緒「ダイナ」
- 榎本健一「エノケンのダイナ」
- あきれたぼういず（坊屋三郎）「まんがダイナ」
- 川田義雄「浪曲ダイナ」
- ザ・タイマーズ「ダイナ（嫌煙のダンナ）」（替え歌）
- なぎら健壱「N・KENのダイナ」